# Mesilat Cijon
Mesilat Cijon (hebrejsky מְסִלַּת צִיּוֹן, doslova „Cesta Siónu“, v oficiálním přepisu do angličtiny Mesillat Ziyyon, přepisováno též Mesilat Zion) je vesnice typu mošav v Izraeli, v Jeruzalémském distriktu, v Oblastní radě Mate Jehuda.

## Geografie
Leží v nadmořské výšce 298 metrů na zalesněných svazích na západním okraji Judských hor v Jeruzalémském koridoru. Západně od vesnice se rozkládá Ešta'olský les vysázený Židovským národním fondem, který je součástí rozsáhlejšího lesního komplexu zvaného Rabinův park. Severně od obce vede vádí Nachal Derech Burma a dál k severu stojí strategická soutěska Ša'ar ha-Gaj a u ní vrch Giv'at Chatul. Přímo vesnicí protéká vádí Nachal Me'ir s přítoky Nachal Cafran a Nachal Šachlat.
Obec se nachází 32 kilometrů od břehu Středozemního moře, cca 38 kilometrů jihovýchodně od centra Tel Avivu a cca 21 kilometrů západně od historického jádra Jeruzalému. Mesilat Cijon obývají Židé, přičemž osídlení v tomto regionu je etnicky převážně židovské. Mošav je situován 2 kilometry od Zelené linie, která odděluje Izrael v jeho mezinárodně uznávaných hranicích a Západní břeh Jordánu, respektive od nárazníkové zóny v prostoru Latrunu. Počátkem 21. století byla ale plocha Latrunského výběžku s demografickou dominancí Židů fakticky anektována k Izraeli pomocí bezpečnostní bariéry a dále s severovýchodu ležící arabské (palestinské) oblasti Západního břehu fyzicky odděleny.
Mesilat Cijon je na dopravní síť napojen pomocí severojižní dálnice číslo 38, která na severu ústí do dálnice číslo 1, jež spojuje Jeruzalém a Tel Aviv a na jihu vede k městu Bejt Šemeš.

## Dějiny
Mesilat Cijon byl založen v roce 1950. Jméno symbolicky odkazuje na strategickou polohu vesnice na přístupu k Jeruzalému. Novověké židovské osidlování tohoto regionu začalo po válce za nezávislost tedy po roce 1948, kdy Jeruzalémský koridor ovládla izraelská armáda a kdy došlo k vysídlení většiny zdejší arabské populace. Severně od dnešního mošavu probíhala takzvaná Barmská cesta, jež během války sloužila jako provizorní zásobovací linie pro obležený Jeruzalém. Nyní je využívána jako turistická trasa.
Ke zřízení mošavu došlo 14. března 1950. Jeho zakladateli byla skupina Židů z Jemenu. Ti ale osadu brzy opustili a byla roku 1954 nově osídlena Židy původem z jižní Indie (z okolí města Kočin). V 90. letech 20. století prošla obec stavebním rozšířením.

## Demografie
Podle údajů z roku 2014 tvořili naprostou většinu obyvatel v Mesilat Cijon Židé (včetně statistické kategorie "ostatní", která zahrnuje nearabské obyvatele židovského původu ale bez formální příslušnosti k židovskému náboženství).
Jde o menší obec vesnického typu s dlouhodobě rostoucí populací. K 31. prosinci 2014 zde žilo 1235 lidí. Během roku 2014 populace stoupla o 2,2 %.
| Rok            | 1961 | 1972 | 1983 | 1995 | 2001 | 2003 | 2004 | 2005 | 2006 | 2007 | 2008 | 2009 | 2010 | 2011 | 2012 | 2013 | 2014 |
| -------------- | ---- | ---- | ---- | ---- | ---- | ---- | ---- | ---- | ---- | ---- | ---- | ---- | ---- | ---- | ---- | ---- | ---- |
| Počet obyvatel | 226  | 246  | 287  | 404  | 547  | 650  | 692  | 752  | 764  | 799  | 844  | 1114 | 1216 | 1199 | 1214 | 1209 | 1235 |